# Tom Finstad
Tom Finstad (* im 20. Jahrhundert) ist ein kanadischer Snookerspieler, der dreimal die kanadische Snooker-Meisterschaft gewann. Zudem war er zwischen 1991 und 1999 für insgesamt sechs Saisons Profispieler. In dieser Zeit erreichte er die Runde der letzten 96 der UK Championship 1998 und Rang 115 der Snookerweltrangliste. Des Weiteren stand er vor Beginn seiner Profikarriere im Finale des Kent Cup 1990.

## Karriere
1980 zog Finstad ins Achtelfinale der kanadischen Meisterschaft ein, unterlag aber Bob Chaperon. Nachdem er 1983 im Finale gegen Alain Robidoux verloren hatte, wurde Finstad im dritten Anlauf 1984 kanadischer Meister. Dieser Titel erlaubte ihm die Teilnahme an der Amateurweltmeisterschaft, wo er allerdings nicht über die Gruppenphase hinauskam. 1989 meldete sich Finstad mit einer erneuten Finalteilnahme in Kanada zurück, wobei er mit einem Finalsieg über Gary Natale zum zweiten Mal kanadischer Meister wurde. Bei der anschließenden Amateurweltmeisterschaft schied er im Halbfinale gegen Jonathan Birch aus. Ein Jahr später wurde Finstad zum Kent Cup eingeladen, wo er zwar das Finale erreichen konnte, dort aber Marcus Campbell unterlag. Danach musste sich Finstad in der zweiten Runde der Professional Play-offs Jason Whittaker geschlagen geben.
Zur Saison 1991/92 wurde Finstad Profispieler. Seine Profispielzeiten waren allerdings geprägt von Niederlagen; kein einziges Mal erreichte er eine Hauptrunde. Auf der Weltrangliste dümpelte er zwischen den Plätzen 242 und 258 herum. Mitte 1996 verlor Finstad dann die Spielberechtigung für die Profitour. Danach fokussierte sich Finstad erneut auf den Amateurzirkus. 1998 und 1999 wurde er kanadischer Vize-Meister, zudem schied er in der Gruppenphase der Amateurweltmeisterschaft 1998 aus. In der Saison 1998/99 wagte er zudem ein Comeback auf der Profitour, welches allerdings ebenso erfolglos verlief wie sein erster Anlauf und nach einer Saison wieder zu Ende ging.
Nach dem endgültigen Ende seiner Profikarriere nahm Finstad fast jährlich an der kanadischen Meisterschaft teil. Sechsmal konnte er auch das Endspiel erreichen, wobei er nur 2005 gegen John White gewinnen konnte. 2007 und 2012 nahm er zudem erneut an der Amateurweltmeisterschaft teil, schied aber beide Male in der Gruppenphase aus. 2019 nahm er zusätzlich an der kanadischen Senioren-Meisterschaft teil, wo er gegen Ende des Turnieres Cliff Thorburn unterlag.

## Erfolge
| Ausgang         | Jahr | Turnier                          | Finalgegner     | Ergebnis  |
| --------------- | ---- | -------------------------------- | --------------- | --------- |
| Profiturniere   |      |                                  |                 |           |
| Zweiter         | 1990 | Kent Cup                         | Marcus Campbell | 1:4       |
| Amateurturniere |      |                                  |                 |           |
| Zweiter         | 1983 | Kanadische Snooker-Meisterschaft | Alain Robidoux  | 3:9       |
| Sieger          | 1984 | Kanadische Snooker-Meisterschaft | Claude Smith    | 9:6       |
| Sieger          | 1989 | Kanadische Snooker-Meisterschaft | Gary Natale     | unbekannt |
| Zweiter         | 1998 | Kanadische Snooker-Meisterschaft | Kirk Stevens    | 3:7       |
| Zweiter         | 1999 | Kanadische Snooker-Meisterschaft | Jim Wych        | 4:6       |
| Zweiter         | 2001 | Kanadische Snooker-Meisterschaft | Cliff Thorburn  | 3:4       |
| Zweiter         | 2004 | Kanadische Snooker-Meisterschaft | Alain Robidoux  | 2:6       |
| Zweiter         | 2005 | Kanadische Snooker-Meisterschaft | John White      | 6:4       |
| Zweiter         | 2007 | Kanadische Snooker-Meisterschaft | Floyd Ziegler   | 0:6       |
| Zweiter         | 2008 | Kanadische Snooker-Meisterschaft | Kirk Stevens    | 2:6       |
| Zweiter         | 2012 | Kanadische Snooker-Meisterschaft | Alex Pagulayan  | 3:6       |